# CD300A
CMRF35-подобная молекула 8 (CD300A) — мембранный белок, рецептор. Продукт гена человека CD300A. Экспрессирован на поверхности моноцитов, нейтрофилов, T- и B-лимфоцитках. Компонент иммунной системы.

## Функции
CD300A является ингибирующим рецептором, который может снижать цитолитическую активность естественных киллеров и дегрануляцию тучных клеток. Негативно регулирует перенос сигнала TLR, опосредуемый MYD88, но не TRIF через активацию PTPN6.